# Alcheringa (bande dessinée)
Pour les articles homonymes, voir Alcheringa.
Alcheringa est un one shot de bande dessinée française.
- Scénario : Alex Nikolavitch
- Dessins : Fred Grivaud

## Synopsis
En Australie un vieil aborigène alcoolique installé sur une colline surplombant une ville se remémore de son parcours chaotique : de l'arrivée des colons blancs et les bouleversements occasionnés par cette civilisation occidentale jusqu'à aujourd'hui.

## Album
- Alcheringa, La Cafetière collection Crescendo, Paris, 2006
Scénario : Alex Nikolavitch - Dessin : Fred Grivaud